# KDE neon
KDE neon ist eine von KDE entwickelte Linux-Distribution, die auf der neuesten Ubuntu-LTS-Version basiert. Sie ist mit einer Reihe zusätzlicher Software-Repositorys gebündelt und enthält die neuesten 64-Bit-Versionen der Desktop-Umgebung KDE Plasma und andere kompatible KDE-Software. Es wurde von einer stetig wachsenden Anzahl von Linux-Benutzern übernommen und erscheint regelmäßig in den Top 20 der Beliebtheitstabellen von DistroWatch.

## Geschichte
Das im Juni 2016 vom Kubuntu-Gründer Jonathan Riddell nach seinem Ausscheiden aus Canonical (Ubuntus Mutterunternehmen) erstmals angekündigte Programm. Es richtet sich an die gleiche Benutzergruppe wie Ubuntus offizielle KDE Plasma-Distribution Kubuntu und unterscheidet sich vor allem durch den viel kürzeren Zeitraum, in dem Benutzer aktualisierte Qt- und KDE-Software erhalten. Es wird in vier Release-Kanälen angeboten: User, Testing, Unstable und Developer Edition.

## Unterschiede zu Kubuntu
Die KDE-Neon-Linux-Distribution konzentriert sich auf die Entwicklung von KDE. Der Schwerpunkt liegt auf hochmodernen Softwarepaketen, die direkt von KDE bezogen werden, und bietet Programmierern einen frühen Zugang zu neuen Funktionen, möglicherweise jedoch auf Kosten einer höheren Anfälligkeit für Softwarefehler.
Da Kubuntu ebenfalls auf Ubuntu basiert und statt Gnome den KDE-Plasma-Desktop vorinstalliert, wird KDE-Neon oft mit Kubuntu verwechselt und umgekehrt. Während Kubuntu die jeweils aktuellen Ubuntu-Versionen um eine Plasma-Umgebung ergänzt, konzentriert sich KDE Neon darauf, die jeweils aktuellsten (Entwickler-)Versionen von Plasma und den zugehörigen Applikationen auszuliefern, ohne zwangsläufig die zugrunde liegenden Ubuntu-Programmpakete aktuell zu halten.
KDE Neon bietet dadurch stets sehr aktuelle Versionen von KDE Plasma zur Installation an, während die von Kubuntu vorgehaltene Plasma-Version abhängig vom jeweiligen Ubuntu-Release vergleichsweise alt sein kann.

## Versionsgeschichte
Im Juni 2016 erschien die erste Version.
KDE neon gab im Januar 2017 bekannt, dass die Distribution ihr Installationsprogramm von Ubiquity auf Calamares umgestellt hat, da Ubiquity „einige Funktionen nicht besitzt“.
Im Februar 2018 haben die KDE-Neonentwickler die LTS-Editionen von der Downloadseite entfernt, diese Editionen jedoch in den Download-Spiegeln belassen, weil „viele Leute fragten, welche Edition verwendet werden soll und worin der Unterschied besteht“.
Im Mai 2018 begann KDE, KDE-Neon von Ubuntu 16.04 auf Ubuntu 18.04 umzustellen. Die auf Ubuntu 18.04 basierenden KDE-Neon-Vorabversionen wurden im August 2018 veröffentlicht.
Im August 2020 wurde auf Ubuntu 20.04 umgestellt. Neu sind sogenannte offline updates, bei der Aktualisierungen nicht im laufenden Betrieb, sondern erst bei Neustart in einem abgesicherten Modus angewendet werden. Bei der Umstellung auf 22.04 wurde die Auslieferung von Firefox als Snap rückgängig gemacht.

## Hardware
Das KDE Slimbook (veröffentlicht März 2017), das KDE Slimbook II (veröffentlicht 2018), das KDE Slimbook III (veröffentlicht 2020) das KDE Slimbook 4 (veröffentlicht 2022), das KDE Slimbook V (veröffentlicht 2024), sowie das KDE Slimbook VI (veröffentlicht 2025) der spanischen Firma Slimbook haben optional KDE Neon vorinstalliert.